# Figli dello stesso padre
Figli dello stesso padre è un romanzo di Romana Petri, pubblicato nel 2013, finalista al Premio Strega e vincitore del Premio Letterario Basilicata.

## Trama
Emilio Acciari ha quarant'anni e vive a Pittsburgh, dove insegna matematica all'università. Ha una famiglia riuscita, con due bambini e la moglie Jenny, inglese e avvocato. Un giorno arriva per Emilio un invito da Roma: il fratellastro Germano, maggiore di lui di nove anni e pittore di genio, lo invita alla mostra antologica che terrà e che rappresenta l'apogeo della sua carriera. Emilio accetta subito, nonostante il consiglio più volte ribadito dalla moglie di non farsi coinvolgere; con il fratello non sono mai andati d'accordo e non certo per causa di Emilio, quindi la prudente Jenny teme che ci saranno nuovi motivi di scontro.
La situazione familiare di origine di Emilio e Germano è piuttosto intricata: sono figli di madri diverse, dello stesso padre, ma hanno percorsi di vita quanto mai differenti, con radici profonde nel loro passato, anche in quello recente. Alla morte del padre, Germano si è comportato come sempre, ossia considerandosi l'unico figlio, l'unico ad avere il monopolio del dolore; ha tentato di offendere e umiliare Emilio, che se ne torna negli Stati Uniti deciso a non rivederlo mai più. In precedenza, Emilio aveva tanto sofferto per causa di padre e fratello da sostenere otto anni di analisi terapeutica, ma la circostanza di avere un'ultima possibilità è per lui una priorità. E, nell'attesa dell'incontro con Germano, si ripercorrono gli eventi che hanno costruito l'attuale stato di cose.
In origine la famiglia Acciari era costituita dai coniugi Edda e Giovanni, con un figlio (Germano) nato nel 1961. La coppia è stata felice per un certo tempo, ma ben presto Giovanni ha avuto donne a ripetizione e i litigi in casa erano frequenti e violenti. Però, quando nel 1970, una donna di 43 anni, Costanza, era rimasta volutamente incinta, Edda aveva scaricato il marito e, comprendendo che Costanza avrebbe tenuto il bambino anche da sola, ne era divenuta amica. Inoltre, separata da Giovanni, aveva incontrato il giovane Duarte, portoghese e molto innamorato di lei, ed era nato un nuovo nucleo familiare, basato sul rispetto e l'amore. Ma Germano aveva rielaborato tutto a modo suo: idolatrando il padre, aveva accettato le meschine scuse che questi aveva addotto sulla sua seconda paternità: lui non c'entrava per niente, era quella donna ad averlo incastrato. E ora la famiglia di Germano si era disfatta e la colpa era di quell'esserino che no, non poteva essere altro che un figlio riconosciuto per dovere, per amore mai.
Tutti gli adulti avevano cercato di spiegare a Germano che le cose non stavano in questo modo, trovando solo un muro di gomma. Nei periodi in cui dovevano stare entrambi con il padre, era un continuo provocare da parte del ragazzo in crescita. Invece Emilio, dallo strano carattere, reagiva con dolore ad ogni rifiuto del fratello. Nella scuola, Germano faceva il meno possibile ed era anche stato non ammesso all'esame di terza media; Emilio divenne invece il più bravo, dapprima della classe, poi dell'intera scuola che frequentava. Appassionato di matematica e della vita delle formiche, aveva affascinato i suoi insegnanti con la sua enorme capacità di comprendere e il suo atteggiamento schivo e modesto. Così fu più volte vittima dell'ostilità dei compagni che non mancavano di angariarlo e picchiarlo. Al liceo, il Liceo Manzoni di Milano, subì un'aggressione tanto grave da risvegliarsi all'ospedale, ma non si lamentò mai, non fece nomi, si vendicò sempre rifiutando di favorire nei compiti i sadici compagni.
Quando si arriva all'incontro, i due hanno atteggiamenti tanto diversi: splendido nello spendere, nell'occupare tutto lo spazio, nel lanciare bordate e critiche aperte Germano, pronto a far buon viso a cattiva sorte Emilio. Ma il giorno della grande mostra Emilio si sente improvvisamente malissimo: incontrati Edda e Duarte, sempre premurosi con lui, si rende conto di quanto Germano stia ribollendo d'ira, sentimento aumentato dal consumo di alcoolici e dal cibo smodato della cena celebrativa. Ospite di Germano suo malgrado, si sente di colpo intimare di tornare insieme a casa, visto che l'indomani dovrà ripartire per Pittsburg. E a casa scoppia la lite inevitabile tra i due, ma stavolta Emilio reagisce con parole giuste e taglienti: fisicamente piccolo e minuto, mentre Germano è molto più alto e grosso, non teme la violenza ora, più di quanto non l'abbia temuta ai tempi della scuola. Germano trasecola e di punto in bianco esplode contro chi ha fatto del male al fratello, giurando che li avrebbe uccisi a uno a uno, tale è la sua somiglianza con l'irrazionale, generoso e sempre amatissimo padre. E il conflitto può finalmente avere fine.

## Edizioni
- Romana Petri, Figli dello stesso padre, Milano, Longanesi, 2013